# Air Mekong
Mekong Aviation Joint Stock Company, що діє як Air Mekong (в'єт. Công ty Cổ phần Hàng không Mê Kông), — в'єтнамська авіакомпанія зі штаб-квартирою на острові Фукуок (провінція К'єнзянг), що здійснює регулярні і чартерні пасажирські перевезення аеропортами країни.
Головним транзитним вузлом (хабом) перевізника є Аеропорт Зионгдонг, як додаткові хаби використовуються Міжнародний аеропорт Нойбай та Міжнародний аеропорт Таншоннят.

## Загальні відомості
Air Mekong було засновано у 2009 році. Операційну діяльність компанія почала 9 жовтня наступного року, ставши третьою приватною авіакомпанією В'єтнаму після Indochina Airlines (припинила існування у 2009 році) і VeitJet AirAsia (раніше була відома під назвою «VietJet Air»).
Станом на січень 2011 року авіакомпанія експлуатувала чотири літаки Bombardier CRJ 900, салони яких у двокласній компоновці розраховані на 90 пасажирських місць. Всі лайнери перебувають в оренді та приписані до флоту північноамериканського перевізника SkyWest Airlines.
У рамках плану розвитку передбачається, що компанія Air Mekong розшириться до 14 Bombardier CRJ 900 літаків до 2012 року.

## Маршрутна мережа
У лютому 2011 року авіакомпанія Air Mekong здійснювала регулярні пасажирські перевезення за такими пунктами призначення:
- Буонметхуот — Аеропорт Буонметхуот
- Кондао — Аеропорт Кондао
- Далат — Міжнародний аеропорт Л'єнкхионг
- Ханой — Міжнародний аеропорт Нойбай (хаб)
- Хошимін — Міжнародний аеропорт Таншоннят (хаб)
- Фукуок — Аеропорт Зионгдонг (хаб)
- Плейку — Аеропорт Плейку

## Флот

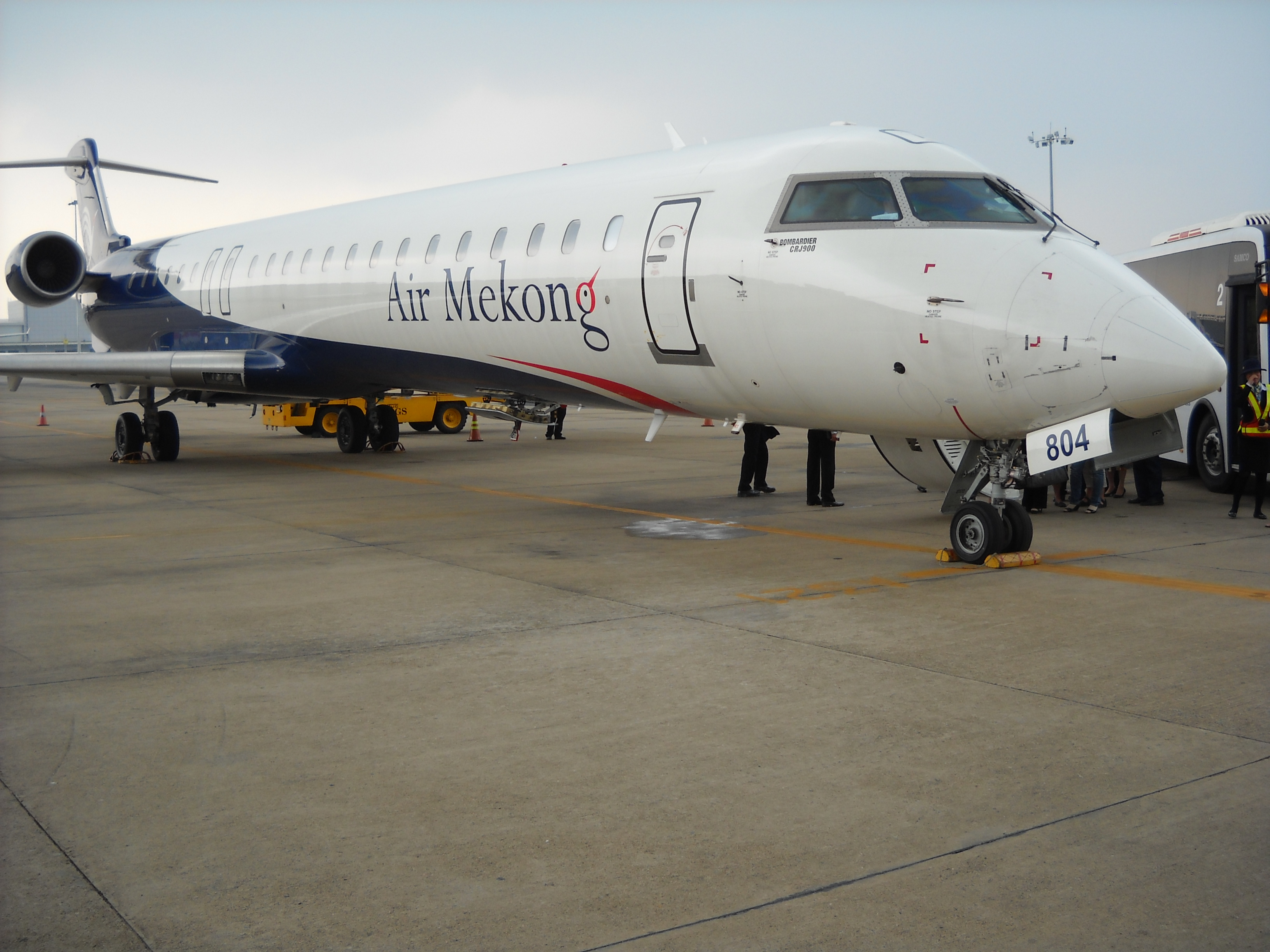
CRJ-900 авіакомпанії Air Mekong

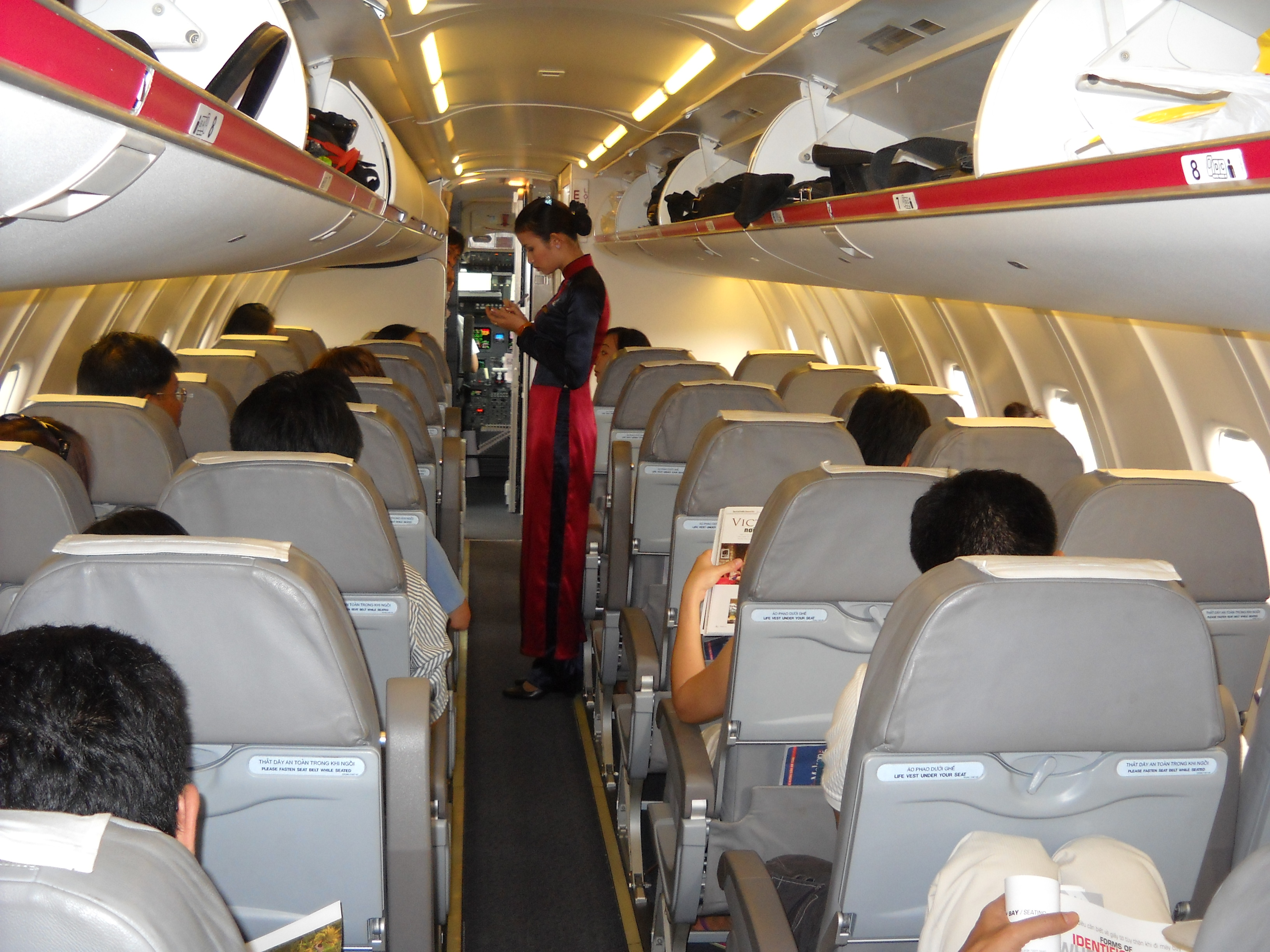
Пасажирський салон CRJ-900 авіакомпанії Air Mekong

Air Mekong експлуатує чотири літаки  Bombardier CRJ 900, що перебувають у лізингу з регіональної авіакомпанії США SkyWest Airlines.